# محمد باي
محمد باي هو باي المدية وحاكم بايلك التيطري ضمن أيالة الجزائر في العهد العثماني. امتد حكمه حتى سنة 1809 أين توفي مخنوقاً بأمر علي بومرزاق الذي خلفه فيما بعد.